# Pilea buchtienii
Pilea buchtienii är en nässelväxtart som beskrevs av Ellsworth Paine Killip. Pilea buchtienii ingår i släktet pileor, och familjen nässelväxter. Inga underarter finns listade i Catalogue of Life.